# Luigi Ducci
Luigi Ducci (La Spezia, 10 settembre 1896 – 7 aprile 1988) è stato un politico italiano.
È stato deputato nella I e II legislatura della Repubblica Italiana.